# SMZ微型汽車
SMZ（俄语：СМЗ）是一款由苏联及後來俄羅斯的谢尔普霍夫汽车厂在谢尔普霍夫所制造製造的一系列微型汽车的名稱，最常见的型号是S-3A 和S-3D 。
它们是专门为残疾人士所设计的，通过苏联社会福利体系在苏联境内以免费或以大幅折扣的方式发放，并且没有出售给非残疾人士。 
S-3A-M 于 1958 年至 1970 年间生产。它由一台 346 cc 单缸二冲程发动机驱动，可提供10 hp（7 kW） ，最高速度为55 km/h（34 mph） 。
S-3D 于 1970 年至 1997 年间生产，是一款双座四轮微型車，2.6（102.4英寸）长度，但相当重（≈500公斤），這是由于該汽車采用全鋼鐵車身。其动力来自 IZH-P3 风冷二冲程发动机 (18 DIN 马力)。
在苏联，该模型通常被称为“电动轮椅”，因为它们是專門製造出來給予那些通过社会保障系统來租借的残疾人士，並且以五年為限，並未出售（类似于英国的Invacars）。使用五年后，承租人必须将其“电动轮椅”归还给社会护理组织，并获得一辆新的。
和Invacars一样，并不是所有的“残疾人汽车”都被废除，因为一些残疾承租人设法将它们登记为私人财产。然而如今它们已经很稀少了，早期的型号更是极其稀有，成为了收藏品。
自 20 世纪 80 年代以来，SMZ车辆的使用率一直在下降，因为残疾司机更喜欢使用改进了控制装置的其他一般车辆：例如Zaporozhets车型，或者后期的VAZ-1111 “Oka”，这些车辆以大幅折扣出售给他们。最后的300輛S-3D于1997年秋季离开SeAZ工厂。
S-3D的生产目前已停止，且没有相關的直接替代品。后来担当这一角色的 VAZ-1111“Oka”是一款体型更大的四人座汽车。

## 規格列表

### S-1L/S-3L （С-1Л/С-3Л）
- 年份－1952-1958
- 重量－275（606磅）
- 長度－2,650 mm（104.3英寸）
- 最大時速－S-1L：30 km/h（19 mph） S-3L：60 km/h（37 mph）
- 最大馬力－S-1L：4 hp（3 kW）
- 排氣量－S-1L：123 cc  S-3L：346 cc
- 車門數－雙門

### S-3A （С-3А）
- 年份－1928-1971
- 車門數－雙門
- 重量－500（1,102磅）
- 長度－2,667 mm（105.0英寸）
- 最大時速－55 km/h（34 mph）
- 排氣量－346 cc
- 最大馬力－10 hp（7 kW）

### S-3D （С-3Д）
- 年份－1970-1997
- 車門數－雙門
- 重量－454（1,001磅）
- 軸距－1,700 mm（66.9英寸）
- 最大時速－55 km/h（34 mph）
- 油耗－7.0公升每100（40英里每英制加侖；34英里每美制加侖）
- 引擎－IZH-P3-01（置於後方）
- 排氣量－346 cc
- 最大馬力－18 hp（13 kW）
- 變速－四速變速箱

## 圖片

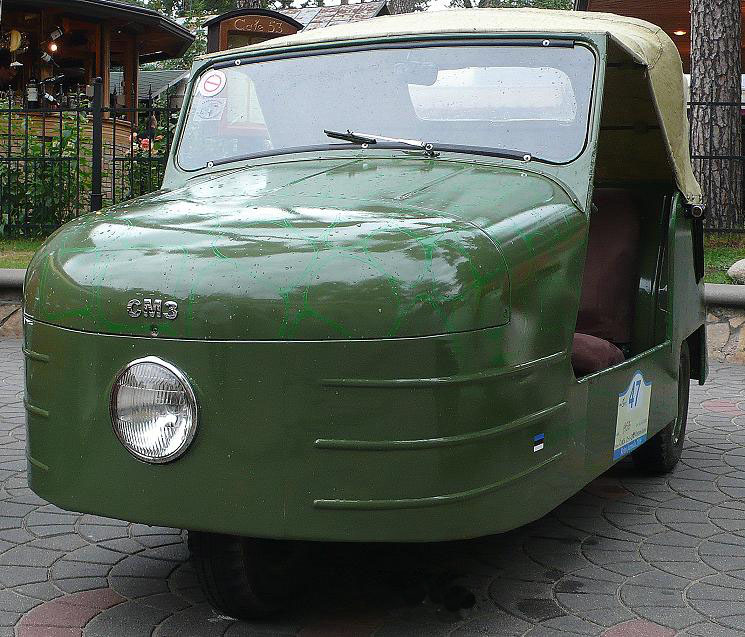
SMZ S-1L
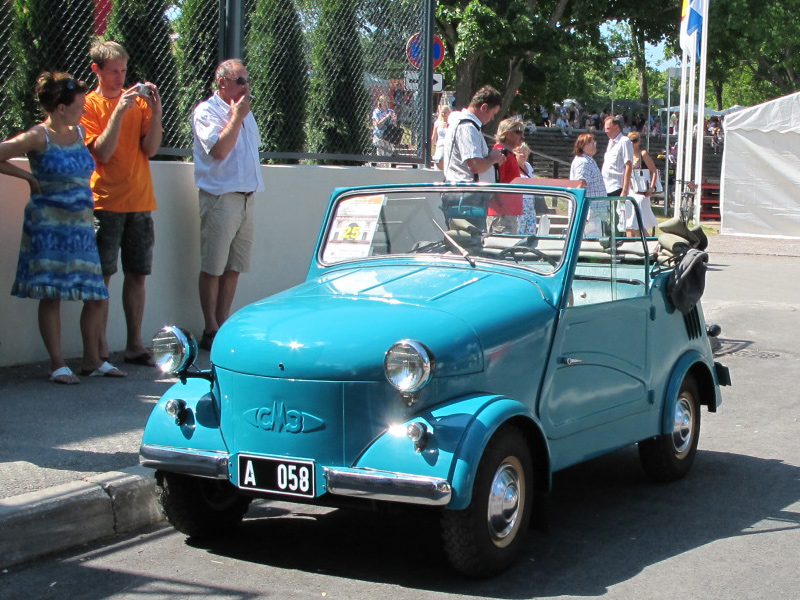
SMZ S-3A
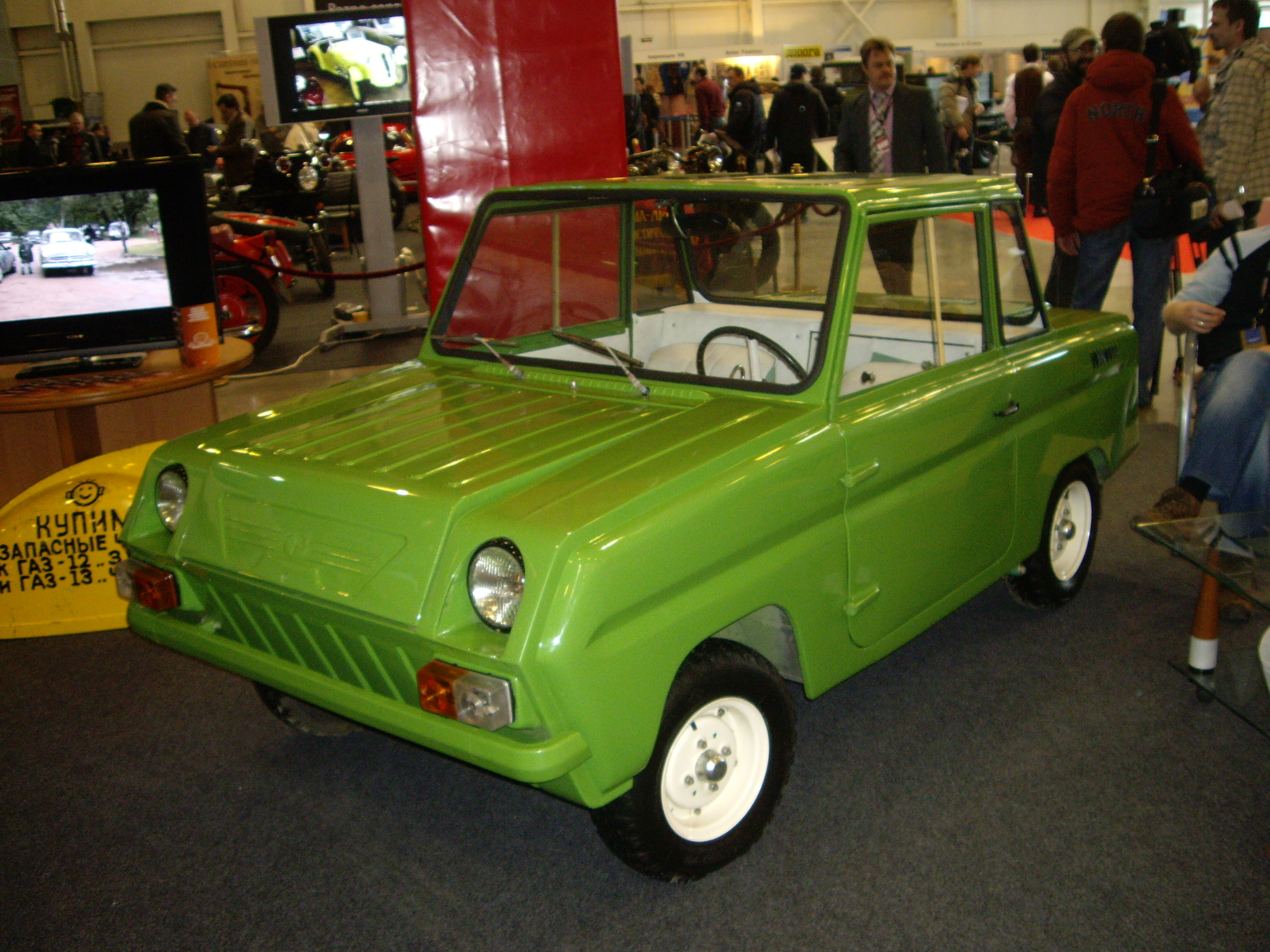
SMZ S3D
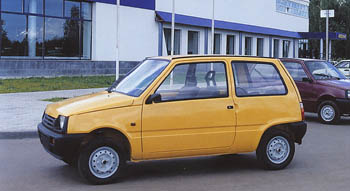
SeAZ Oka

## 外部網站
- LiveJournal上的SZA 图片 （页面存档备份，存于）
- SZD （页面存档备份，存于） （俄語）